# بيل نايلور
بيل نايلور (بالإنجليزية: Bill Naylor)‏ (23 نوفمبر 1919 بشفيلد في المملكة المتحدة - 1989 بشفيلد في المملكة المتحدة) هو لاعب كرة قدم بريطاني (وحمل سابقاً جنسية المملكة المتحدة لبريطانيا العظمى وأيرلندا) في مركز مهاجم داخلي. لعب مع كريستال بالاس ونادي برينتفورد ونادي ليتون أورينت.